# بویاچیچ
بویاچیچ (به صربی: Bujačić) یک روستا در صربستان است که در والیفو واقع شده‌است. بویاچیچ ۳۵۷ نفر جمعیت دارد.